# Championnat de Hong Kong de football 2011-2012
Navigation
Saison précédente Saison suivante
La saison 2011-2012 du Championnat de Hong Kong de football est la soixante-septième édition de la première division à Hong Kong, la First Division League. Elle regroupe, sous forme d'une poule unique, les dix meilleures équipes du pays qui se rencontrent deux fois, à domicile et à l'extérieur. En fin de saison, les deux derniers du classement sont relégués et remplacés par les deux meilleurs clubs de Second Division League, la deuxième division hongkongaise.
C'est le club de Kitchee SC, tenant du titre, qui remporte à nouveau le championnat cette saison après avoir terminé en tête du classement final, avec quatre points d'avance sur TSW Pegasus et six sur South China AA. C'est le cinquième titre de champion de Hong Kong de l'histoire du club.
Le club de Pontic FC, sportivement promu parmi l'élite, n'est finalement pas autorisé à monter en raison d'un manque de financement par ses sponsors. Ce désistement est comblé par la création de la formation de Hong Kong Sapling, qui regroupe l'équipe olympique de Hong Kong, dans le but de la préparer pour les Jeux d'Asie de l'Est 2013.

## Clubs participants
- South China AA
- Biu Chun Rangers[1]
- Hong Kong Sapling
- Tuen Mun FC
- Sham Shui Po FC - Promu de D2
- TSW Pegasus
- Citizen AA
- Kitchee SC
- Sun Hei
- Wofoo Tai Po

## Compétition
Le barème de points servant à établir les classements se décompose ainsi :
- Victoire : 3 points
- Match nul : 1 point
- Défaite : 0 point

### Classement
| Rang | Équipe            | Pts | J  | G  | N | P  | Bp | Bc | Diff |
| ---- | ----------------- | --- | -- | -- | - | -- | -- | -- | ---- |
| 1    | Kitchee SC'T'C    | 42  | 18 | 13 | 3 | 2  | 44 | 20 | +24  |
| 2    | TSW Pegasus       | 38  | 18 | 12 | 2 | 4  | 48 | 26 | +22  |
| 3    | South China AA    | 36  | 18 | 10 | 6 | 2  | 47 | 17 | +30  |
| 4    | Sun Hei           | 28  | 18 | 8  | 4 | 6  | 29 | 22 | +7   |
| 5    | Citizen AA        | 23  | 18 | 5  | 8 | 5  | 29 | 31 | -2   |
| 6    | Tuen Mun FC       | 23  | 18 | 5  | 8 | 5  | 26 | 22 | +4   |
| 7    | Biu Chun Rangers  | 22  | 18 | 6  | 4 | 8  | 32 | 38 | -6   |
| 8    | Wofoo Tai Po      | 20  | 18 | 6  | 2 | 10 | 24 | 40 | -16  |
| 9    | Hong Kong Sapling | 10  | 18 | 2  | 4 | 12 | 17 | 53 | -36  |
| 10   | Sham Shui Po FCP  | 6   | 18 | 1  | 3 | 14 | 9  | 36 | -27  |

|  | Qualification pour la Coupe de l'AFC 2013                                       |
|  | Relégation directe en deuxième division                                         |
|  | T : Tenant du titre C : Vainqueur de la Coupe de Hong Kong P : Club promu de D2 |

### Matchs
| Résultats (▼dom., ►ext.) | RAN | CIT | SAP | KIT | SHA | SCH | SUN | TSW | TUE | WOF |
| Biu Chun Rangers         |     | 2-2 | 4-0 | 2-6 | 2-0 | 2-5 | 2-0 | 0-3 | 1-1 | 4-1 |
| Citizen AA               | 2-2 |     | 0-2 | 0-0 | 1-0 | 3-3 | 1-1 | 2-3 | 1-1 | 1-2 |
| Hong Kong Sapling        | 2-3 | 1-3 |     | 2-3 | 2-2 | 0-5 | 1-1 | 2-2 | 1-1 | 2-3 |
| Kitchee SC               | 4-1 | 3-1 | 6-0 |     | 1-0 | 2-2 | 1-1 | 3-2 | 1-0 | 4-2 |
| Sham Shui Po FC          | 2-1 | 0-1 | 1-2 | 0-1 |     | 0-2 | 0-1 | 0-4 | 2-6 | 0-1 |
| South China AA           | 3-0 | 2-2 | 4-0 | 2-0 | 1-1 |     | 0-0 | 4-0 | 1-2 | 3-0 |
| Sun Hei                  | 1-0 | 2-3 | 5-0 | 0-1 | 5-0 | 2-4 |     | 1-3 | 1-2 | 2-1 |
| TSW Pegasus              | 4-1 | 6-4 | 4-0 | 2-1 | 3-0 | 2-1 | 1-2 |     | 3-1 | 4-0 |
| Tuen Mun FC              | 1-1 | 1-2 | 3-0 | 0-1 | 0-0 | 1-1 | 1-2 | 1-1 |     | 3-2 |
| Wofoo Tai Po             | 1-4 | 0-0 | 3-0 | 2-5 | 2-1 | 0-4 | 0-1 | 3-1 | 1-1 |     |

## Bilan de la saison
| Championnat de Hong Kong de football 2011-2012 |                       |
| Champion                                       | Kitchee SC (5e titre) |
| Coupes et trophées                             |                       |
| Vainqueur de la Coupe de Hong Kong 2011-2012   | Kitchee SC            |
| Qualifications continentales                   |                       |
| Coupe de l'AFC 2013                            | Kitchee SC            |
| Coupe de l'AFC 2013                            | Sun Hei               |
| Promotions et relégations                      |                       |
| Promus en First Division League                | Southern District FC  |
| Promus en First Division League                | Kim Fung FC           |
| Relégués en Second Division League             | Hong Kong Sapling     |
| Relégués en Second Division League             | Sham Shui Po FC       |